# Depot II von Jizerní Vtelno
Das Depot II von Jizerní Vtelno (auch Hortfund II von Jizerní Vtelno) ist ein Depotfund der frühbronzezeitlichen Aunjetitzer Kultur aus Jizerní Vtelno im Středočeský kraj, Tschechien. Es datiert in die Zeit zwischen 2000 und 1800 v. Chr. Das Depot befindet sich heute im Regionalmuseum in Mladá Boleslav.

## Fundgeschichte

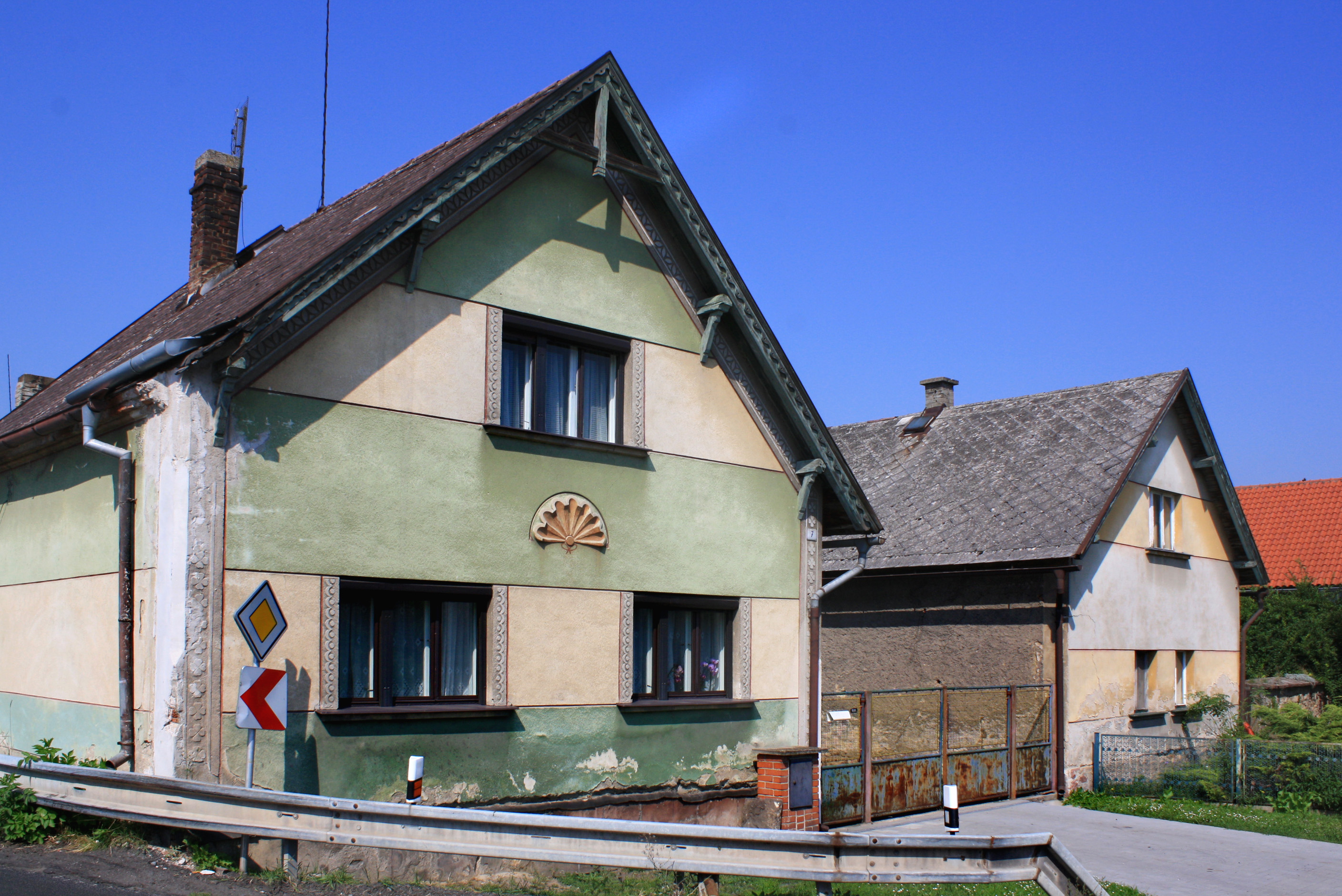
Hinter diesem Gebäude befindet sich die Fundstelle des Depots

Das Depot wurde im Frühling 1934 direkt im Ort auf einem Bauernhof in 0,5 m Tiefe entdeckt. Die genauen Fundumstände sind unbekannt. Die Funde wurden zunächst weggeworfen und erst später dem Museum übereignet. Bereits 1884 war nur knapp 150 m ostsüdöstlich ein erstes Depot entdeckt worden, das in die gleiche Zeitspanne datiert.

## Zusammensetzung
Wie viele Gegenstände das Depot ursprünglich umfasste, ist unklar. Dem Museum wurden neun Gegenstände aus Bronze übergeben: ein Ösenhalsring, sieben massive Ovalringe und ein Bruchstück eines weiteren Ovalrings. Der Ösenhalsring weist feine Facetten auf. Die Ovalringe haben sich verjüngende Enden, die mit Querrillen und -rippen verziert sind. Besonders an den Innenseiten sind deutlich Gussnähte erkennbar. Bei zwei Ringen sowie dem Bruchstück wurden in der Mitte mit Ton verfüllte Höhlungen festgestellt. Die Ovalringe lassen sich anhand ihrer Ausführung zu drei Garnituren ordnen, von denen eine aus drei und die anderen aus jeweils zwei Exemplaren besteht. Ein Paar hebt sich zusätzlich durch sein höheres Gewicht von den anderen Ringen ab. Die erste Garnitur ist möglicherweise unvollständig und bestand ursprünglich vielleicht aus vier statt nur drei Ringen.